# Fernão Mascarenhas
Fernão Mascarenhas (m. Rossio, Lisboa, 10 de maio de 1674) foi um oficial português do século XVII, filho de Pedro Mascarenhas e sua esposa Helena Henriques. Era comendador de Alcácer do Sal e de outras comendas na Ordem de Cristo, em sucessão do seu pai, e serviu na Guerra da Restauração (1640–1668), sendo coronel de um regimento na Batalha do Ameixial de 1663. Era casado com Antónia de Bourbon e o casal gerou Pedro Mascarenhas. Tornar-se-ia governador de Setúbal mais adiante. 
Foi degolado no Rossio de Lisboa por participar de uma conjuração contra o futuro Pedro II.